# رکه
شهر رکه (به رومانیایی: Recaş) در شهرستان تیمیش در کشور رومانی واقع شده‌است. جمعیت این شهر ۸٬۵۶۰ نفر  است.